# Голубой лесной певун
Голубой лесной певун (лат. Setophaga cerulea) — вид птиц семейства древесницевых.

## Описание
У самцов голубого лесного певуна оперение верха голубовато-серое с чёрными полосами низ белого цвета с тёмными полосами по бокам. На высоте горла и верхней области груди с одной стороны тела к другой тянется тонкая тёмная полоска. У самок эта полоска отсутствует. Оперение верха у самок голубого лесного певуна от серого до зелёного цвета. В белом оперении низа полосы по бокам более светлые, чем у самцов.

## Распространение
Область распространения в период гнездования простирается с юга в Небраске через Великие озёра на юг Онтарио, Квебека и Новой Англии. К югу они встречаются на севере Техаса, в Арканзасе, Алабаме и Джорджии. Голубой лесной певун зимует на севере Южной Америки, от Колумбии и Венесуэлы до Перу и Боливии.